# Onafhankelijkheidsverklaring

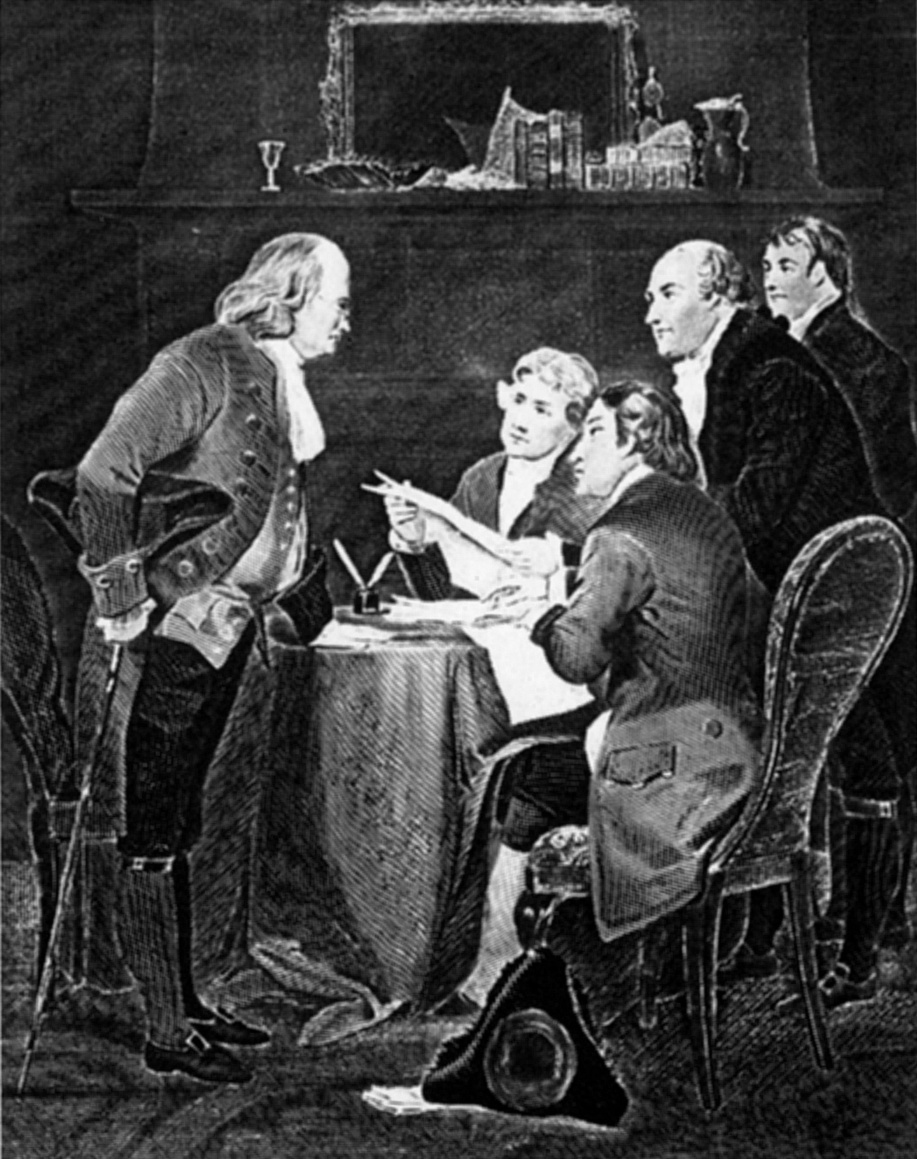
Jefferson, Franklin, Adams, Livingston en Sherman bij het opstellen van de Amerikaanse Onafhankelijkheidsverklaring.

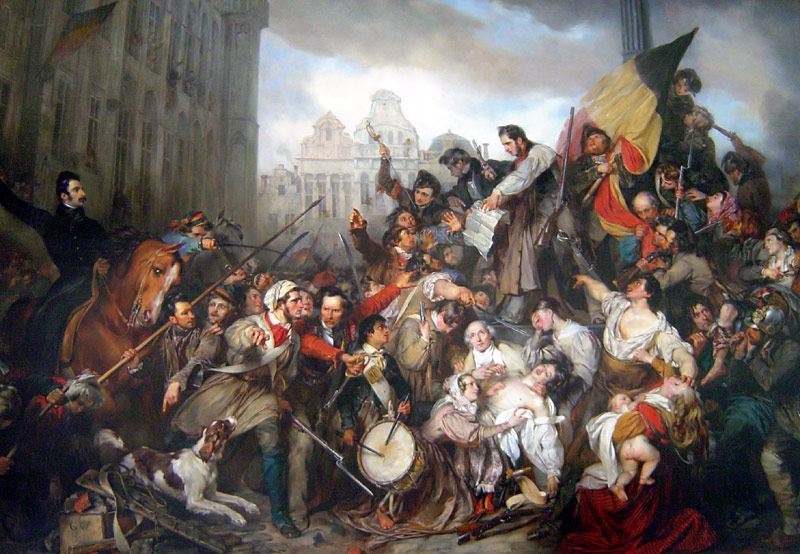
Een hectische scène uit de Belgische Revolutie.

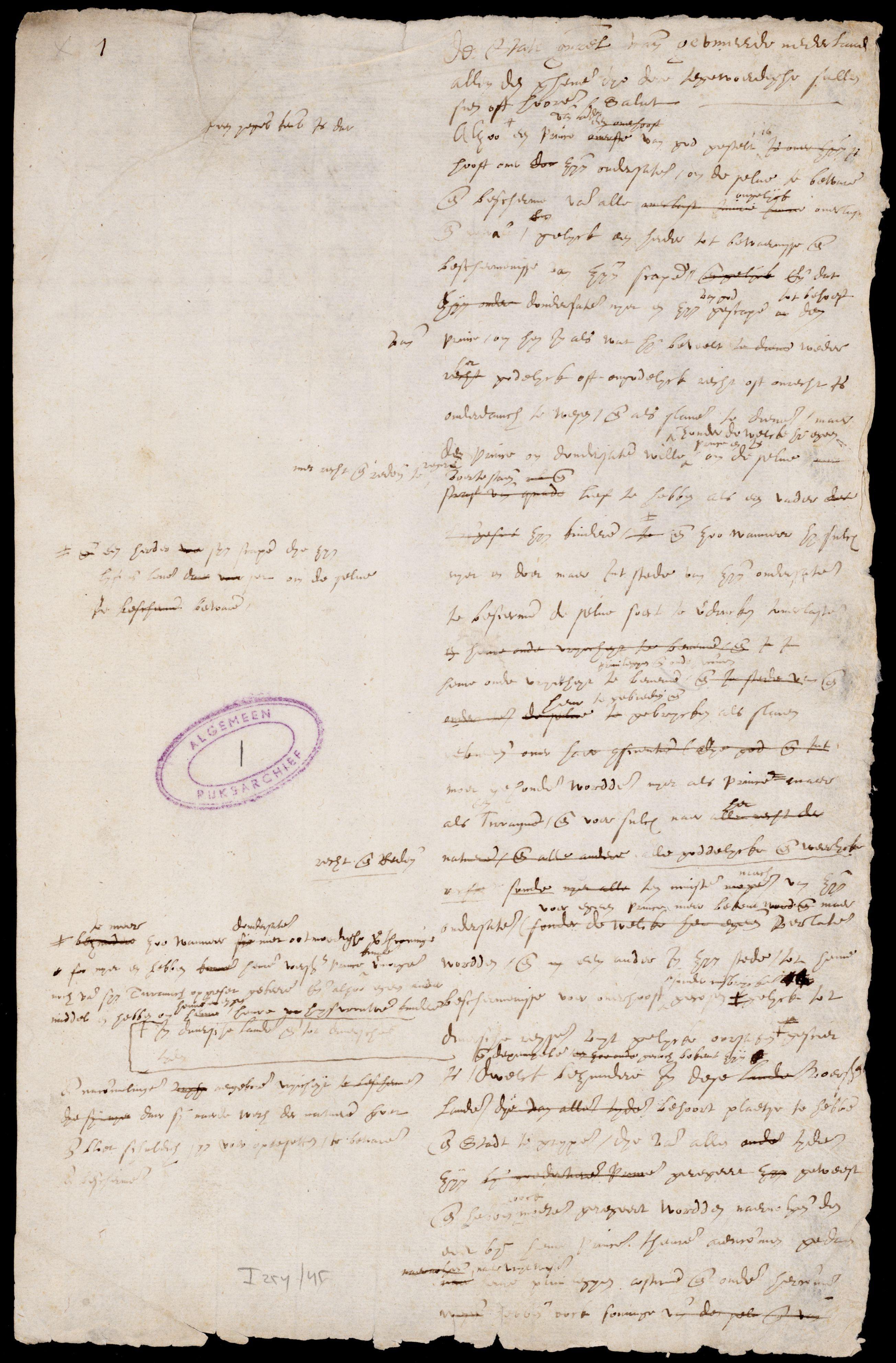
Eerste bladzijde van het Plakkaat van Verlatinghe.

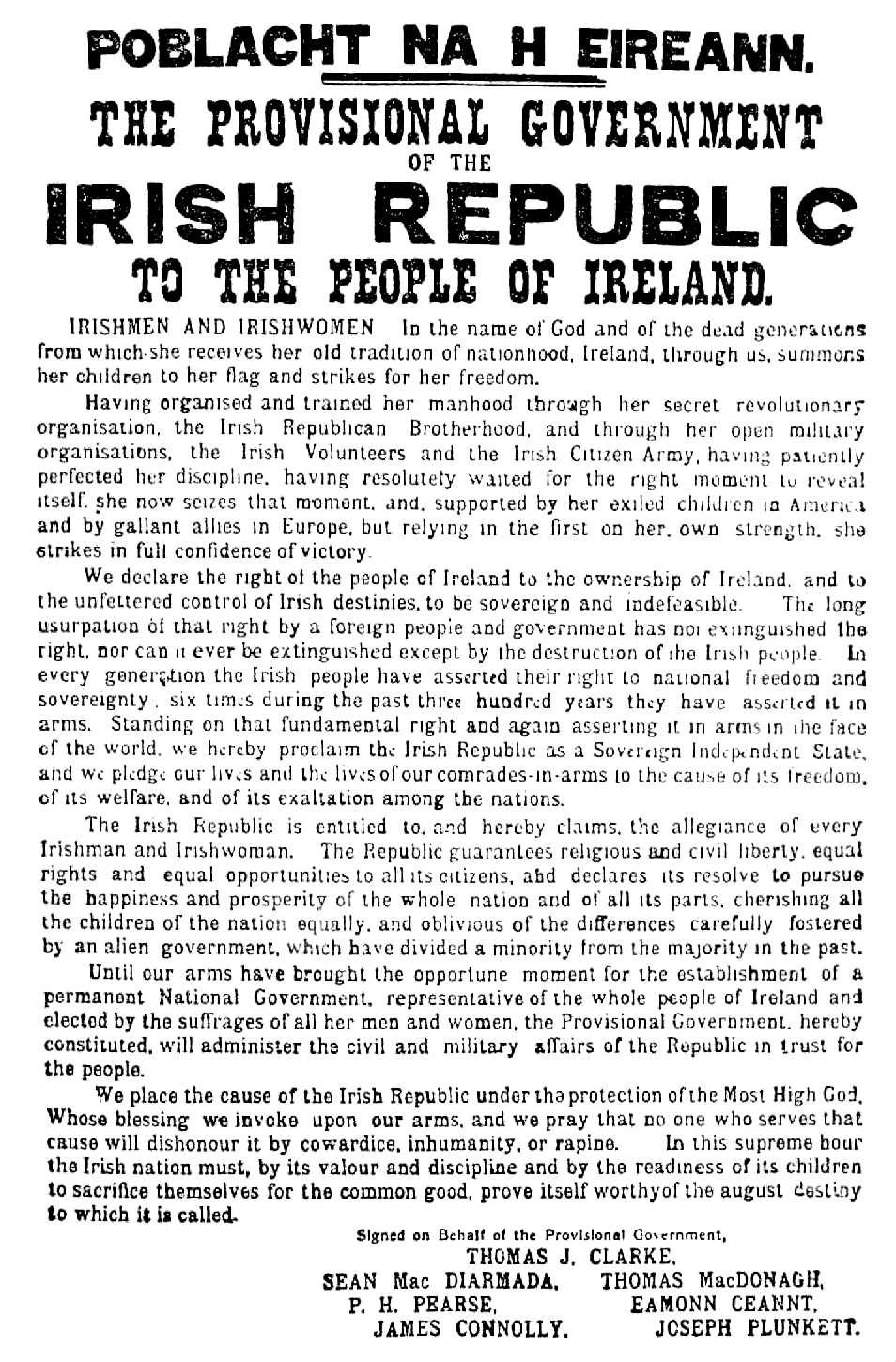
The Proclamation, de Ierse onafhankelijkheidsverklaring.

Een onafhankelijkheidsverklaring is een document waarin de soevereiniteit van een gebiedsdeel van een land opgeëist wordt door een politieke organisatie of groepering in dat gebiedsdeel, oftewel zich 'onafhankelijk verklaart'. Het is een stap die genomen wordt bij een staatsvorming. Bij een mislukte staatsvorming is het schrijven van een onafhankelijkheidsverklaring strafbaar als anarchisme en/of majesteitsschennis. Onder de term onafhankelijkheidsverklaring kan ook het zich onafhankelijk verklaren verstaan worden.

## Dekolonisatie
Dekolonisatie is het proces waarbij kolonies zelfstandig worden van het moederland. Het is een veel toegepaste vorm van onafhankelijkheidsverklaringen, aangezien de culturen van de twee staten erg verschillen en het moederland meestal zijn kolonie als minderwaardig beschouwt. De Amerikaanse onafhankelijkheid is bijvoorbeeld een dekolonisatie, want het was oorspronkelijk een kolonie van het Verenigd Koninkrijk.

## Aanleidingen
Een staat verklaart zich niet zomaar onafhankelijk. Er zijn grondige, ernstige redenen voor nodig, want het is in principe een misdrijf (anarchie). Een staat kan zich onafhankelijk verklaren omdat er geen rekening wordt gehouden met de mening van zijn inwoners. Nog een mogelijke reden is dat er al wel een debat op gang is, maar de situatie is zo uitzichtloos dat men een onafhankelijkheid als enige uitweg acht. Hoe dan ook is een onafhankelijkheidsverklaring het laatste middel waar men naar grijpt, want het is absoluut niet bevorderlijk voor de onderlinge relaties van de betrokken staten en het kan alsnog uitgroeien tot een diplomatieke impasse.

## Gevolgen
Wanneer een onafhankelijkheidsverklaring wordt geschreven, heeft dat niet als rechtstreeks gevolg dat die staat onafhankelijk is. De staat waartoe het kersverse land behoorde, moet akkoord gaan met de onafhankelijkheid of zich er op zijn minst bij neerleggen. Dat kan enkel onder twee mogelijke voorwaarden:
- De onafhankelijkheid is gewild door beide partijen (dit komt zelden of nooit voor).
- De nieuwe staat heeft de steun van machtige bondgenoten.

Indien niet aan minstens een van deze voorwaarden wordt voldaan, is de kans zeer groot dat het land terug ingelijfd wordt (diplomatiek of door middel van een oorlog) of dat de verklaring zelfs gewoon genegeerd wordt.

## Bekende of historische onafhankelijkheidsverklaringen
| Land             | Oorspronkelijk moederland | Auteur van de verklaring | Datum van de verklaring | Onafhankelijkheidsstrijd             | Verwant artikel                          |
| ---------------- | ------------------------- | ------------------------ | ----------------------- | ------------------------------------ | ---------------------------------------- |
| Algerije         | Frankrijk                 | FLN                      | november 1954           | Algerijnse Onafhankelijkheidsoorlog  | OAS                                      |
| Bangladesh       | Pakistan                  | Mujibur Rahman           | 7 mei 1971              | Bevrijdingsoorlog                    | Oost-Pakistaanse Awami Moslim Liga       |
| België           | Nederlanden               | Voorlopig Bewind         | 4 oktober 1830          | Belgische Revolutie                  |                                          |
| Congo-Kinshasa   | België                    | Patrice Lumumba          | 30 juni 1960            |                                      | Joseph Kasavubu                          |
| Ierland          | Verenigd Koninkrijk       | IRB                      | april 1916              | Paasopstand                          | The Proclamation                         |
| Indonesië        | Nederland                 | Soekarno                 | 17 augustus 1945        | Politionele Acties                   | Bersiap-periode                          |
| Israël           | Groot-Brittannië          | Meerdere personen        | 14 mei 1948             | Israëlische Onafhankelijkheidsoorlog | Israëlische onafhankelijkheidsverklaring |
| Nederlanden      | Spanje                    | Jan van Asseliers        | 26 juli 1581            | De Opstand                           | Plakkaat van Verlatinghe                 |
| Verenigde Staten | Verenigd Koninkrijk       | Thomas Jefferson         | 4 juli 1776             | Amerikaanse Onafhankelijkheidsoorlog | Amerikaanse Onafhankelijkheidsverklaring |

### Algerije
In november 1954 verklaarde het Front de Libération Nationale (FLN) de oorlog aan de Franse machthebbers. De Algerijnse Oorlog ging gepaard met veel bloedvergieten en beide partijen maakten zich schuldig aan martelingen. Vele Franse kolonisten vluchtten weg uit het land, zonder hun bezittingen te kunnen verkopen of doorgeven.
President Charles de Gaulle op 3 juli 1962 dat Algerije onafhankelijk mocht worden. Op 25 september 1962 werd officieel de republiek uitgeroepen.

### België
Het huidige België heeft zichzelf in de geschiedenis twee keer onafhankelijk verklaard. Op chronologische volgorde gerangschikt:
- 1790: Verenigde Nederlandse Staten: De staat die gevormd werd door een reeks onafhankelijkheidsverklaringen, hield slechts een jaar stand. Het gaat over een gebied, dat ongeveer overeenkomt met het huidige België, dat zich afsplitste van het Habsburgse rijk. Wegens een gebrek aan internationale steun, werd het terug ingenomen.
- 1830: België: België splitste zich af van de Nederlanden. Het is tot op heden onafhankelijk. Dit is de belangrijkste onafhankelijkheid die in België is uitgeroepen.

Heden stelt men zich de vraag of Vlaanderen zich in de toekomst ook onafhankelijk zal verklaren, naar aanleiding van de federale rel tussen Vlaanderen en Wallonië.

### Ierland
Ierland had al lange tijd gevochten voor onafhankelijkheid. Tijdens de Paasopstand hadden de Ieren er genoeg van. Na enkele dagen werd de opstand neergeslagen, maar er kwam toch een onafhankelijkheidsverklaring van: The Proclamation (letterlijk: de bekendmaking). Deze verklaring was een grote aanzet tot het huidige onafhankelijke Ierland.

### Israël
Israël verklaarde zich op 14 mei 1948 onafhankelijk. Op die avond kwam ook een einde aan de Britse mandaatperiode in Palestina. Er was al lange tijd sprake van spanningen en geweld tussen de Arabische en Joodse bevolking van Palestina. Ook werd er tegen de Britten geweld gebruikt. Deze legde de kwestie voor aan de Verenigde Naties. De Algemene Vergadering van de Verenigde Naties oordeelde dat er een onafhankelijk Joodse en Arabische staat in het gebied moest komen. Na het uitroepen van de onafhankelijkheid werd Israël binnengevallen door Egypte, Jordanië, Libanon en Syrië. In een oorlog versloeg Israël deze landen.

### Nederlanden
In 1581 verklaarden de Staten-Generaal van de Nederlanden hun landsheer Filips II, die tevens koning van Spanje was, voor afgezet. De Spaanse Nederlanden werden hierdoor verdeeld in een noordelijk deel, grofweg het huidige Nederland, en een zuidelijk deel, grofweg het huidige België. Thomas Jefferson baseerde zich op dit document bij het opstellen van de Amerikaanse Onafhankelijkheidsverklaring.
In 1813 kwam, na het vertrek van Franse bezettingslegers, een tweede onafhankelijkheidsverklaring tot stand. Na de proclamatie van het Soeverein Vorstendom der Verenigde Nederlanden op 20 november 1813 werd de toenmalige Prins van Oranje Willem Frederik van Oranje-Nassau in de Nieuwe Kerk van Amsterdam als soevereine vorst ingehuldigd en aanvaardde hij de soevereiniteit van dit vorstendom onder waarborg van een constitutie.

### Verenigde Staten
De Amerikaanse Onafhankelijkheidsverklaring is waarschijnlijk grotendeels gebaseerd op het Plakkaat van Verlatinghe. Er zijn namelijk grote overeenkomsten wat betreft de structuur. Ze werd opgesteld in het Amerikaans Congres door Thomas Jefferson en ondertekend door 56 vooraanstaande Amerikanen.

## Opstelling
De bekendste officiële onafhankelijkheidsverklaringen zijn als volgt opgesteld:
- Men verklaart zich een groep van vertegenwoordigers van het land dat men onafhankelijk verklaart.
- Men zegt wat zijn opvattingen zijn, voornamelijk diegenen die niet stroken met de opvattingen van de huidige machthebbers. Tussen deze opvattingen moet onder meer staan dat als een vorst zijn volk niet steunt, hij moet worden afgezet.
- Als gevolg daarvan mag de huidige machthebber geen macht meer hebben, want hij is tegen de opvattingen van zijn volk.

Deze structuur vindt men zeer duidelijk terug in de Amerikaanse en Nederlandse Onafhankelijkheidsverklaring.

## Actuele onafhankelijkheidsverklaringen
- Vroeger was een onafhankelijkheidsverklaring noodzakelijk om een staat te vormen, maar tegenwoordig wordt deze stap niet meer als noodzakelijk beschouwd. Bijvoorbeeld toen Kosovo zich afsplitste van Servië, heeft het geen verklaring van onafhankelijkheid geschreven. Het land had wel de steun van o.a. de EU en de Verenigde Staten, waardoor Servië de onafhankelijkheid niet kon negeren.